# Gottfried Hecking

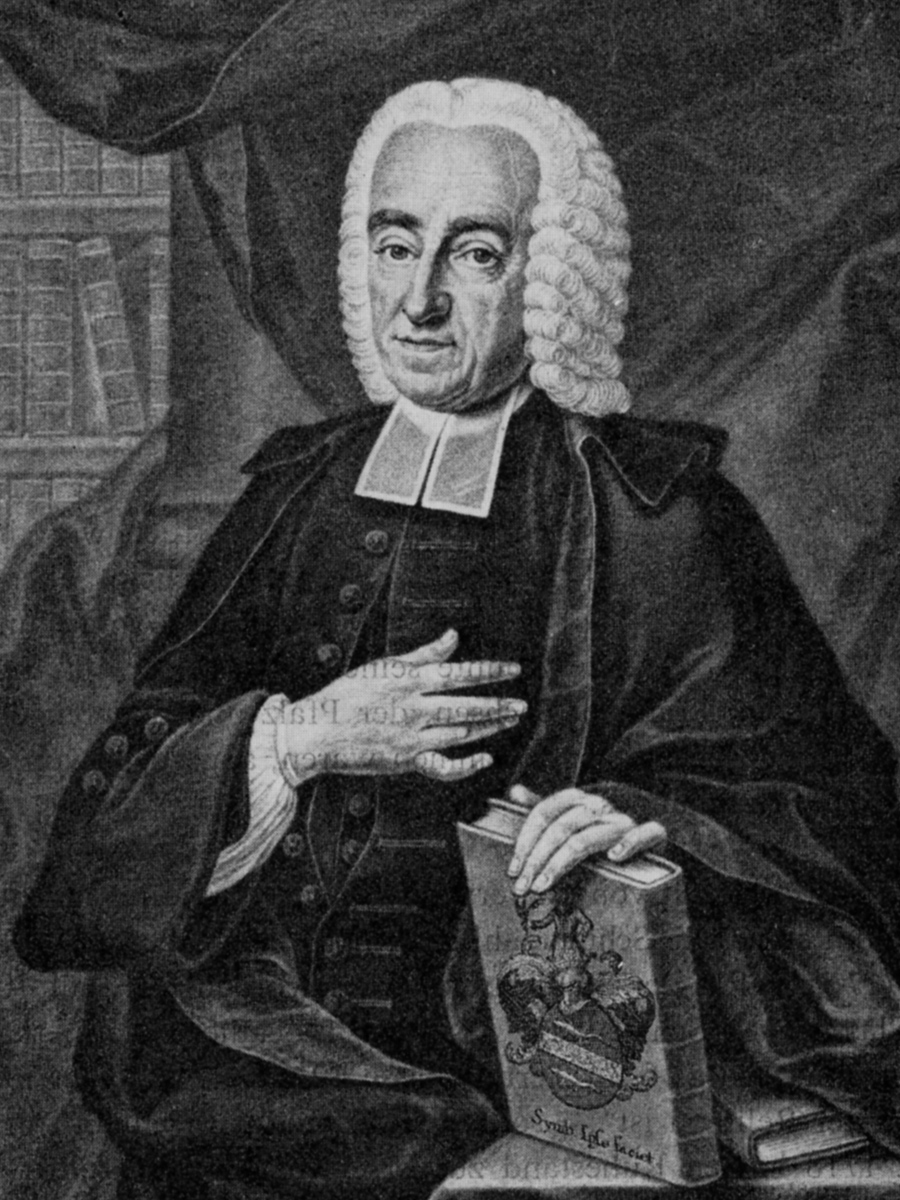
Gottfried Hecking

Gottfried Hecking (* 7. Juli 1687 in Ulm; † 6. Juni 1773 in Augsburg) war deutscher Gelehrter, Moralprofessor und Schulrektor.

## Biografie
Hecking besuchte die Schule in Ulm und studierte danach ab 1706 in Tübingen, später in Straßburg und Jena. In Jena promovierte Hecking 1713 mit der Schrift De usu mysteriorum fidei in praxi vitae Christianae. Anschließend ging er nach Halle, wo er in Kontakt mit August Hermann Francke kam, dessen praktischer Pietismus ihn stark beeinflusste. Hecking wurde 1714 in seine Heimatstadt Ulm berufen, um die Nachfolge von M. Dan. Ringmacher als Professor der Moral anzutreten. 1718 wurde er Rektor des Heilbronner Gymnasiums. In Heilbronn, wo Hecking 25 Jahre lehrte, entstand auch die Mehrzahl seiner Schriften zu sittlichen und religiösen Problemen, für die der Gelehrte weit über seine Wirkungsstätte hinaus bekannt wurde. Mit der Berufung Heckings nach Heilbronn verband der Rat der Stadt erneut Hoffnungen, das dortige Gymnasium in ein Akademisches Gymnasium umwandeln zu können, doch wie bereits bei mehreren Vorgängern erfüllten sich diese Hoffnungen nicht. Gleichwohl zog der Ruf des Gelehrten Hecking viele Lernbegierige aus ganz Deutschland nach Heilbronn, und die Schülerzahl des Gymnasiums erreichte unter seiner Leitung einen langjährigen Höchststand. Im Frühjahr 1743 wurde er nach Augsburg berufen, wo er ebenfalls Rektor war und 1773 im Alter von 86 Jahren starb.

## Schriften (Auswahl)
- De inseparabili virtutum inter se nexu, Ulm 1717
- De quotidiano conscientiae examine, Heilbronn 1718
- Philosophia, quo sensu meditatio mortis appelletur, Heilbronn 1719
- De fugienda voluptate erudita, Heilbronn 1720
- Quo sensu quilibet fortunae suae faber, Heilbronn 1721
- Quo sensu injustitia justitiae mater dici possit, Heilbronn 1723
- An lacrimae sint emendatae voluntatis indicium, Heilbronn 1724